# Moto G (primera generació)
El Motorola Moto G de primera generació és un telèfon intel·ligent de gamma mitjana, part de la família Moto sorgit de la col·laboració entre Google i Motorola arran de la seva adquisició. Fabricat per Motorola, va ser presentat a Brasil el 2013.
El Moto G posseeix especificacions similars a terminals com el Nexus 4 i el Samsung Galaxy S III. Té una interfície pura d'Android i un ràpid cicle d'actualitzacions el qual fins llavors només era exclusiu dels dispositius Nexus de Google.

## Especificacions

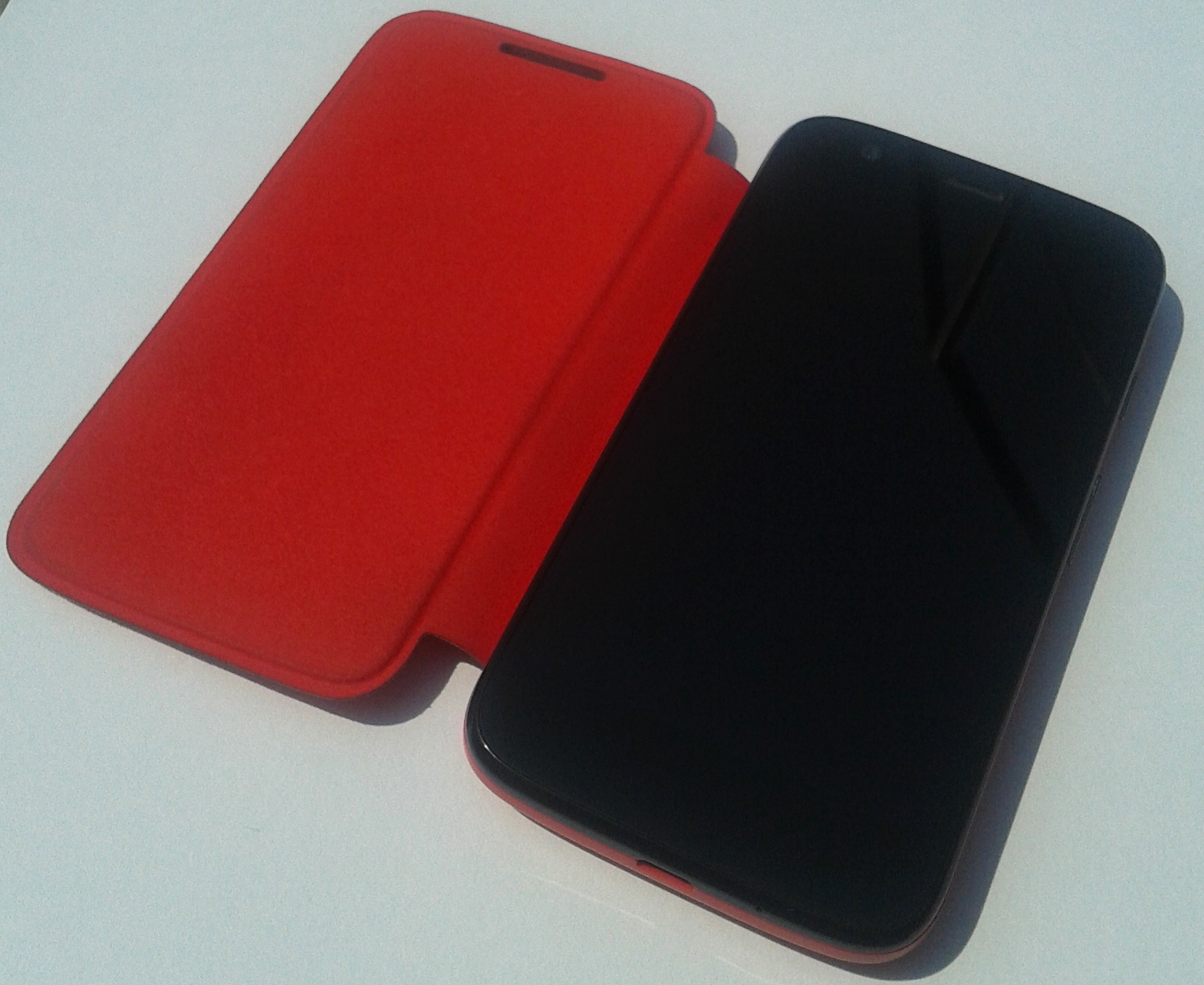
Moto G (1st Generation) amb Flip Shell

### Disseny
Les seves dimensions són 129.9 x 65.9 x 11.6 mm, amb un pes de 143 g. Posseeix una entrada de 3.5 mm per a auriculars o mans lliures, un port micro-USB per a transferència de dades i càrrega de bateria (suporta OTG), càmera frontal i posterior, altaveu, flaix i un petit LED blanc per a les notificacions sobre la pantalla.
La seva coberta posterior és de plàstic llis negre i té forma convexa. El telèfon utilitza micro-SIM.
El Moto G posseeix més cobertes posteriors de colors anomenats Shells (es venen per separat). La Grip Shell ho protegeix contra cops afegint una suau goma al contorn del cel·lular i la Flip Shell protegeix la pantalla contra els raions, a més de fer més agradable el mòbil al tacte.
És molt similar al mòbil de gamma alta Moto X llançat tres mesos abans, però existeixen diferents diferències entre tots dos. El Moto G posseeix un processador menys potent i no té notificacions actives en pantalla ni control de veu sense tocar el mòbil, ja que manca del xip dedicat al processament de veu. Moto G compta amb cobertes posteriors intercanviables i el Moto X només pot ser personalitzat a través de la pàgina web de Motorola (només disponible a EUA i Mèxic a través de Telcel).

### Pantalla
El Moto G té una grandària de 4,5 polzades i una resolució de 720x1280 HD amb la tecnologia LCD IPS. El resultat d'aquesta combinació és una densitat de 329 PPI i diagonal d'11.3 cm. La pantalla està recoberta amb cristall Gorilla Glass 3, que la protegeix contra raions i cops lleus.

### Especificacions
El seu processador és basat en el SoC Qualcomm Snapdragon 400 de quatre nuclis ARM Cortex-A7, amb una velocitat rellotge d'1.2 GHz, GPU Adreno 305 i 1 GB de memòria RAM.
Posseeix una memòria interna de 8 GB o 16 GB. La versió original del Moto G no compta amb ranura per a targetes microSD no obstant això, en posseir USB OTG, és possible utilitzar emmagatzematge extern.
La versió LTE posseeix 8 GB de memòria interna i compta amb ranura per a targeta microSD de fins a 32 GB.
Connectivitat:
- GSM Internacional GSM/GPRS/EDGE (850, 900, 1800, 1900 MHz) i UMTS/HSPA+ fins a 21 Mbps (850, 900, 1900, 2100 MHz)
- GSM EUA GSM/GPRS/EDGE (850, 900, 1800, 1900 MHz) i UMTS/HSPA+ fins a 21 Mbps (850, 1700 (AWS), 1900 MHz)
- CDMA CDMA/EVDO Rev A (850, 1900 MHz)
- LTE Bandes 2, 4, 5, 17 (1900, 1700, 850, 700 MHz) a més de GSM i HSPA+
- Wi-Fi 802.11 b/g/n, amb Wi-Fi Direct, hotspot mòbil i DLNA
- Bluetooth 4.0

Posseeix els següents sensors:
- Acceleròmetre
- Sensor de proximitat
- Brúixola
- GPS, GLONASS
- Sensor de llum ambiental
- Giroscopi (versió LTE XT1040/XT1045)

### Càmera
La càmera és l'apartat més feble del Moto G. No obstant això, és una càmera funcional i amb una acceptable qualitat d'imatge. Les seves especificacions són:
- Càmera de 5 Mpx amb acte-enfoqui, frontal d'1.3 Mpx
- Flaix LED
- Temporitzador de tret de 3 o 10 segons
- Vídeo a 720p i 30 fps amb àudio estèreo i possibilitat de pausar l'enregistrament (Solament en Android 4.4.4 KitKat i versions posteriors)
- Foto HDR
- Presa de fotografies panoràmiques
- Manera ràfega (mantenint pressionat el botó de captura)
- Enregistrament de vídeo en càmera lenta sense so, 720p a 120fps

### Bateria i autonomia
Bateria de Li-Ió amb capacitat de 2070 mAh no extraïble i amb una autonomia combinada d'aproximadament 24 hores.

### Programari
El Moto G va ser llançat al mercat inicialment amb la versió 4.3 Jelly Bean del sistema operatiu Android. No obstant això, des de Motorola es va confirmar l'actualització a Android 4.4.2 KitKat. Això ho va convertir en un dels pioners d'aquest programari juntament amb els dispositius Nexus de Google.
A la fi de desembre de 2013, el Moto G es va començar a actualitzar a la nova versió d'Android, aquesta actualització va venir abans de l'esperat, ja que Motorola va anunciar que estaria disponible a la fi de gener de 2014.
Al febrer de 2014, Motorola va llançar una actualització menor de firmware que soluciona algunes fallades al programari del Moto G.
Al començament de juny del 2014, Motorola va llançar Android 4.4.3 i a la fi del mateix mes Android 4.4.4 per a tota la seva gamma de mòbils Moto (X, G i E) inicialment als Estats Units i posteriorment a escala internacional.
A mitjans d'octubre del 2014 Motorola, mitjançant el seu blog oficial, va confirmar que ambdues generacions del seu mòbil Moto G s'actualitzarien a Android 5.0 Lollipop en els mesos vinents igual que el Moto X, Moto E, Droid Ultra, Droid Maxx i Droid Mini. El 15 de desembre del 2014, va ser llançada la OTA d'actualització a Android 5.0.1 Lollipop per a la versió Google Play Edition de Moto G (solament XT1032). Més tard es va llançar Android 5.0.2 Lollipop a través de OTA amb correcion d'errors.
El 2 d'abril del 2015, Motorola va alliberar mitjançant OTA la versió d'Android 5.1 per a Moto G Google Play Edition.
A la fi del 2015, Motorola va llançar un llistat dels dispositius elegibles per a l'actualització a la propera versió d'Android 6.0 Marshmallow, entre els quals es troba el Moto G de segona generació, encara que no el de primera generació.

### Versions
El Moto G (XT1032 Internacional) (XT1034 a EUA) original va ser llançat al mercat en dues capacitats, 8 GB (des de $179) i 16 GB (des de $199). Existeixen també variants com la versió Dual-SIM (XT1033) i CDMA (XT1028/XT1031) per al mercat nord-americà.

#### Moto G Google Play Edition
A mitjans de gener del 2014, Motorola va anunciar el Moto G Google Play Edition. Aquesta versió elimina les aplicacions i personalitzacions pròpies de Motorola deixant així la interfície d'Android completament neta, a més de posar-ho a l'una amb els Nexus quant a actualitzacions directes de Google. Es troba disponible la seva venda a través de la Play Store solament als Estats Units. Actualment aquesta variant de Moto G ja compta amb Android 5.1 Lollipop

#### Moto G 4G LTE
Al maig del 2014, al costat del llançament del Motorola Moto E, es va anunciar la versió LTE del Moto G (XT1045). Les seves prestacions són idèntiques al model original agregant suport per a xarxes LTE 4G d'alta velocitat, giroscopi i una ranura per a targeta de memòria microSD de fins a 32 GB.
El gener del 2015, es va llançar la versió 4G LTE de segona Generació amb Android 5.0 Lollipop.
També existeixen altres variants físiques com el Moto G Color Edition, Moto G Forte (conjunt de Moto G i Grip Shell, model XT1008) Moto G Ferrari Edition i Moto G Limited Brazil Edition (amb motius de la Copa Mundial de Futbol del 2014).